# Gundel palacsinta
La Gundel palacsinta est un dessert à base de crêpes d'origine hongroise. Elle est populaire à travers les pays qui faisaient partie de l'Autriche-Hongrie et est l'un des plats nationaux de la Hongrie.

## Histoire
Károly Gundel, restaurateur hongrois du XIXe siècle, a créé la Gundel palacsinta qui porte son nom,. À l'origine, elle était préparée avec des noix moulues, des raisins secs, du rhum et d'une sauce au chocolat noir à base de jaunes d'œufs, de crème épaisse et de cacao. La recette originale est restée secrète jusqu'à nos jours ; seul le restaurant budapestois Gundel en dispose.[réf. nécessaire]